# Bayerischer Landtag (Weimarer Republik)
Der Bayerische Landtag war während der Zeit der Weimarer Republik (1919 bis 1933) das Landesparlament des Freistaates Bayern. Seine Vorgänger waren die Kammer der Abgeordneten in der Bayerischen Ständeversammlung des Königreichs Bayern, sowie der Provisorische Nationalrat nach dem Sturz der Monarchie 1918.

## Rechtsgrundlage und Aufbau
Gemäß der Verfassung des Freistaats Bayern wurde der Landtag durch allgemeine, gleiche, geheime und unmittelbare Wahl nach dem Grundsatz des Verhältniswahlrechts gebildet und auf eine vier Jahre dauernde Legislaturperiode festgelegt. Jedoch konnte der Landtag gemäß der Verfassung bei Anwesenheit von mindestens zwei Dritteln der Abgeordneten jederzeit seine Auflösung beschließen. Das aktive Wahlrecht besaßen Männer und Frauen ab 20 Jahren im Besitz der bürgerlichen Ehrenrechte. Wählbar waren Inhaber des passiven Wahlrechts. Das passive Wahlrecht besaßen nur wahlberechtigte bayerische Staatsbürger, Männer und Frauen, welche das fünfundzwanzigste Lebensjahr vollendet hatten.
Die Verhandlungen des Landtages waren normalerweise öffentlich. Die Entwürfe der Gesetze und des Haushaltsplanes waren vor der ersten Lesung allgemein zugänglich zu machen.
Der Landtag wählte aus seiner Mitte einen Vorstand, der aus einem Präsidenten, seinen Vertretern und den Schriftführern bestand. Der Landtag wählte den bayerischen  Ministerpräsidenten und bestätigte die Minister. Per Misstrauensvotum  konnten (mit Mehrheit der gesetzlichen Mitgliederzahl) einzelne Minister oder das Gesamtministerium zum Rücktritt gezwungen werden.

## Präsident des Provisorischen Nationalrats
- 1918–1919: Franz Schmitt, SPD

## Präsidenten und Vizepräsidenten des Landtages
Präsidenten
| Name                | Partei | Amtszeit (Beginn) | Amtszeit (Ende)  |
| ------------------- | ------ | ----------------- | ---------------- |
| Franz Schmitt       | SPD    | 17. März 1919     | 20. März 1920    |
| Heinrich Königbauer | BVP    | 19. März 1920     | 31. Juli 1929    |
| Georg Stang         | BVP    | 20. November 1929 | 27. April 1933   |
| Hermann Esser       | NSDAP  | 28. April 1933    | 14. Oktober 1933 |

| Name                | Partei | Amtszeit (Beginn) | Amtszeit (Ende)   |
| ------------------- | ------ | ----------------- | ----------------- |
| Heinrich Königbauer | BVP    | 17. März 1919     | 18. März 1920     |
| Sigmund von Haller  | SPD    | 18. März 1920     | 14. Juli 1920     |
| Erhard Auer         | SPD    | 15. Juli 1920     | 2. Juni 1924      |
| Theodor Doerfler    | VB     | 3. Juni 1924      | 18. November 1924 |
| Erhard Auer         | SPD    | 18. November 1924 | 30. Mai 1932      |
| Franz Schwede       | NSDAP  | 31. Mai 1932      | 27. April 1933    |
| Alfons Maria Probst | BVP    | 28. April 1933    | 14. Oktober 1933  |

| Name                   | Partei | Amtszeit (Beginn) | Amtszeit (Ende)   |
| ---------------------- | ------ | ----------------- | ----------------- |
| Karl Hammerschmidt     | DDP    | 17. März 1919     | 14. Juli 1920     |
| Fritz Goßler           | USPD   | 15. Juli 1920     | 1. Dezember 1920  |
| Karl Ferdinand Prieger | BMP    | 1. Dezember 1920  | 18. November 1924 |
| Theodor Doerfler       | VB     | 18. November 1924 | 9. Dezember 1925  |
| Karl Ferdinand Prieger | DNVP   | 9. Dezember 1925  | 20. Juni 1928     |
| Hans Hartmann          | DDP    | 21. Juni 1928     | 30. Mai 1932      |
| Erhard Auer            | SPD    | 31. Mai 1932      | 27. März 1933     |
| Franz Schwede          | NSDAP  | 28. April 1933    | 14. Oktober 1933  |

## Landtagswahlen
Der Bayerische Landtag tagte zunächst als provisorischer Nationalrat von November 1918 bis Januar 1919 und dann regulär seit 1919 bis 29. April 1933. Landtagswahlen fanden am 12. Januar 1919 (Pfalz 2. Februar), am 6. Juni 1920, am 6. April und 4. Mai 1924, am 20. Mai 1928 sowie am 24. April 1932 statt.
Der Landtag wurde, wie die anderen Länderparlamente des Deutschen Reichs mit dem „Gleichschaltungsgesetz“ vom 31. März 1933, entsprechend den Ergebnissen der Reichstagswahl vom 5. März 1933, umgebildet und gleichgeschaltet. Er kam am 28. und 29. April 1933 zum letzten Mal zusammen und beschloss das Gesetz „zur Behebung der Not des bayerischen Volkes und Staates“, also ein Ermächtigungsgesetz zu Gunsten des Kabinetts, mit dem sich der Landtag selbst überflüssig machte. Er wurde in der Folge nicht wieder einberufen. Am 30. Januar 1934 wurde der Landtag durch das Gesetz über den Neuaufbau des Reichs vom 30. Januar 1934 (RGBl. I S. 75) aufgehoben.

## Sitz

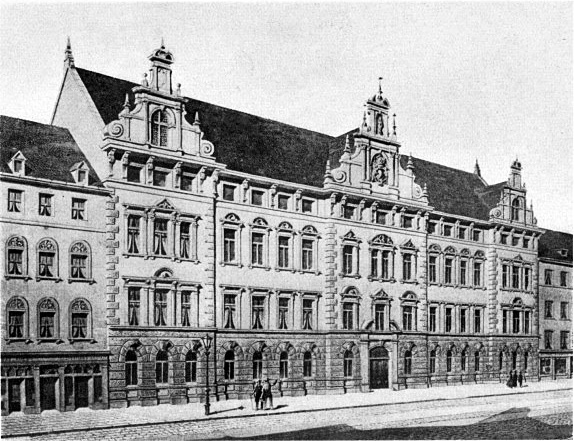
Ehemaliges Ständehaus, anschließend bayerischer Landtag bis zur Zerstörung 1944

Der bayerische Landtag hatte die Adresse Prannerstraße 16–23 in München. Das Gebäude wurde am 24./25. April 1944 bei einem Bombenangriff der Royal Air Force auf München zerstört. Auf dem Anwesen befindet sich heute das Gebäude Prannerstraße 8, das im Jahr 2020 vom Bayerischen Landtag zusammen mit zwölf weiteren Orten als einer der „Orte der Demokratie in Bayern“ benannt wurde.
Wegen der  bürgerkriegsähnlichen Unruhen während der Münchner Räterepublik im April 1919 wich der Landtag 1919 zur Ausarbeitung der Verfassung des Freistaats Bayern nach Bamberg aus.

## Nachfolge
Das Nachfolgeparlament seit 1946 mit Sitz im Maximilianeum trägt ebenfalls die Bezeichnung Bayerischer Landtag.